# 伍文美
拿督伍文美 DPTJ AMN（1937年12月17日—2022年8月3日），马来西亚男子羽毛球运动员。

## 簡歷
伍文美是馬來西亞的羽毛球雙打名將，他曾三度称霸全英羽毛球公开锦标赛男双項目，其中，他与古纳兰在1971年的决赛联手打败印尼名将梁海量/謝全新，是最令人難忘的賽事。此外，他也曾三次在亞洲運動會中（1962、1966及1970年）赢得男双金牌，以及兩次在亚洲羽毛球锦标赛中封王（1962及1969年）。此外，伍文美亦曾经四次代表馬來西亞夺得東南亞運動會羽毛球比賽男双金牌，是大马男子羽球在东运会史上最多的金牌得主；其中，他拍档陈贻权连续3届（1961年、1965年、1967年）赛会称霸男双项目，他与古纳兰則联手在1971年赛会赢得男双金牌。
在世界賽的舞台上，伍文美曾助馬來西亞夺得1967年湯姆斯盃，也在1970年不列顛聯邦運動會赢得男双金牌。1972年，他在慕尼黑夏季奥林匹克运动会中，参加了男子羽毛球比赛，并与古纳兰联手获得了男雙银牌。

## 家庭
伍文美的妻子唐仪贞同为羽球名将，他们于1963年12月8日结婚。伍文美夫妇育有一儿一女，儿子名为汤姆斯（Thomas），正得名自伍文美1967年夺得的汤姆斯杯，于2021年逝世。女儿伍碧玉与丈夫居住在新加坡。此外，伍文美夫妇也有一名巫裔乾儿子阿末菲道斯（Ahmad Firdaus Ahmad Jaffar）。

## 逝世
2022年8月3日，伍文美在前去槟城旅行之前，突然感到腹部剧烈绞痛，随后被紧急送往一家私立医院，但后来因床位短缺被送往怡保苏丹后拜浓医院。伍文美在当天下午4点宣布不治，死因为动脉瘤，享壽85岁。伍文美遗体于8月7日在霹雳州珠宝新天地佳邦（Sri Klebang）的住家举殡，随后灵柩被载往乌鲁近打红毛丹富贵山庄安葬。